# ديفيد ميخيا
ديفيد ميخيا (بالإسبانية: David Mejia)‏ هو لاعب كرة قدم بيروفي، ولد في 23 أغسطس 2003 في ليما في بيرو.